# Philippe Puicouyoul
Philippe Puicouyoul est un réalisateur, chef-monteur et artiste vidéaste français, né le 6 juin 1952 à Reims.

## Biographie

### Enfance et formation
Dès son plus jeune âge, Philippe Puicouyoul passe ses jeudis après-midi enfermé dans les salles de cinéma. À 15 ans, il commence à lister les films auxquels il assiste. À 20 ans, il intègre l'école de cinéma E.S.P. Deux ans plus tard, en 1974, il obtient son diplôme de chef-opérateur.

### Carrière
Philippe Puicouyoul intègre le futur Centre Pompidou en mars 1976 où il restera 42 ans. D'abord comme projectionniste puis comme chef-monteur 16mm collaborant avec Alain Fleischer, Deidi von Schaewen, Dominique Benicheti, Viswanadhan et Pierre Clémenti.
En 1985, il passe à la réalisation avec Matériaux dématérialisés, un ambitieux projet multimédia qui couvre 200m² de l'exposition Les Immatériaux de Jean-François Lyotard et Thierry Chaput. Il réalisera ensuite plus de 200 films sur l'art, le design et l'architecture pour le Centre Pompidou.
Parallèlement à ce travail de réalisateur, il va mener une seconde carrière en devenant dès 1985, le bras droit du réalisateur allemand Heinz Peter Schwerfel, spécialisé lui aussi dans l'art. Comme assistant-réalisateur, chef-monteur et parfois coréalisateur, il travaille sur plus de 60 films du journaliste allemand avec notamment Robert Combas, Georg Baselitz, Ilya Kabakov, Anish Kapoor, Marina Abramovic, Annette Messager, Christian Boltanski.
En 1980, il signe La Brune et Moi, son premier film interprété par Pierre Clémenti. Dans ce film devenu culte, on voit notamment les Dogs, les Lou's (The Questions dans le film), Marquis de Sade et Edith Nylon. Il passe ensuite à la vidéo et signe des œuvres personnelles. En 1985, le Larousse des artistes français le site avec Trame-Way dans sa rubrique artistes vidéo.
En 1999, Philippe Puicouyoul s'invente écrivain: les éditions D.Stein publient Pop Fiction, 30 ans de rock'n'roll, un ouvrage dans lequel il relate ses impressions de spectateur des concerts de rock, jazz et autres musiques auxquels il assiste. Officieusement parrainé par José Artur, Pop Fiction, 30 ans de rock'n'roll, est préfacé par le photographe Jean-Pierre Leloir.
En 2007, le Centre Pompidou projette dans sa grande salle Vers l'Olympe, son documentaire long-métrage sur les fans des Rolling Stones à travers le monde. Philippe Manœuvre, Arno, Patrick Eudeline, Jean-Charles de Castelbajac et Louis Bertignac participent à l'aventure et lui disent tout leur amour pour ce groupe mythique.
En 2014, la Cinémathèque française ouvre un Fonds Puicouyoul et lui rend hommage en projetant La Brune et Moi le 20 mars 2017.
En 2017, la Bpi (Bibliothèque publique d'information) lui rend hommage au Centre Pompidou le 17 juin lors de la soirée "Punk and After" pendant laquelle sont projetés La Brune et Moi, Mauvaise communication et Tape-Tableau After.
En 2018, la Bibliothèque Kandinsky ouvre également un Fonds Puicouyoul avec ses films d'artiste et tous les films qu'il a réalisés pour le Centre Pompidou depuis 1985.
Il continue depuis à réaliser des vidéo-arts et à écrire.

## Filmographie

### Œuvres personnelles
- 1980: La Brune et moi, film 16 mm moyen-métrage avec Pierre Clémenti, les Dogs et Marquis de Sade
- 1981: Pro-Motion, vidéo-art, visible dans le ebook Mémoires Déguisées
- 1983: Tape-Tableau, 80 propositions, vidéo-art (remasterisé en 2019), visible dans le ebook Mémoires Déguisées

- 1984: Trame-Way, vidéo-art en collaboration avec l’artiste plasticien Clément Borderie, visible dans le ebook Mémoires Déguisées
- 1985: Roselyne, vidéo-art (remasterisé en 2010), visible dans le ebook Mémoires Déguisées
- 1986: Bleu, Toi-Light Zone, vidéo-art, visible dans le ebook Mémoires Déguisées
- 1988: Good Time Girl, clip musical avec Suzy Hendrix
- 1989: Avant-gardes et révolution, coréalisation avec Stanislas Zadora, l'un des commissaires de l'exposition Paris-Moscou, visible dans le ebook Mémoires Déguisées
- 1989: N pour Nord, vidéo-art avec Clément Borderie et Cat Loray

- 1994: Tony Brown's Machine Dreams, coréalisation avec Heinz Peter Schwerfel, production Artcore Film
- 1996: Faces au vent, coréalisation avec le sculpteur français Daniel Graffin

- 2002: Gloria Friedmann, Femme du Monde, documentaire sur l’artiste plasticienne allemande Gloria Friedmann
- 2007: Vers l'Olympe, être fan des Rolling Stones[2], documentaire long-métrage sur les fans des Rolling Stones à travers le monde, visible dans le ebook Mémoires Déguisées
- 2007: Through the past lightly, documentaire sur des fans des Rolling Stones visitant la tombe de Brian Jones à Cheltenham
- 2007: Play with Janglers, clip musical, François Delamare interprète Play with Fire des Rolling Stones
- 2016: Tape-Tableau After[3], vidéo-art, visible dans le ebook Mémoires Déguisées
- 2017: Durock, vidéo-art sur la station de métro Duroc et ses affiches des Rolling Stones annonçant leurs concerts à l'U Arena de Nanterre en 2017.
- 2017: Mauvaise communication, vidéo-art, visible dans le ebook Mémoires Déguisées
- 2020: Blaue Writer, Marie des Espoirs, vidéo-art sur le Mur de Berlin, visible dans le ebook Mémoires Déguisées
- 2022: Punk & After, adieu au Centre Pompidou en 2017, document, visible dans le ebook Mémoires Déguisées
- 2022: Le Printemps décalé, home made vidéo filmé pendant le confinement de mai 2020, visible dans le ebook Mémoires Déguisées
- 2023: laventurehumaine, vidéo-art, visible sur Naïma Edition
- 2024: Un Jeudi neuf, vidéo-art sous forme de diafilm, visible sur Naïma Edition

### Commandes
- 1985: Matériaux dématérialisés, conception et réalisation d'un multimédia couvrant 200m² de l'exposition Les Immatériaux, Centre Pompidou

- 1987: Passages en regard, coréalisation avec Heinz Peter Schwerfel, production Centre Pompidou

- 1988: Daniel Buren, un artiste sans atelier[4], production Centre Pompidou
- 1989: Magiciens de la Terre, Afrique et Haïti, production Centre Pompidou
- 1990: Vincent, Vincent et les autres, production Timecode
- 1990: Hamlet, the Hypothesis of choice, production Timecode
- 1990: Die Endlichkeit der Freiheit, coréalisation avec Heinz Peter Schwerfel, production Artcore Film
- 1991: Un patient nommé Mozart, production Timecode
- 1995: Traces de Tram, production Centre Pompidou, ville de Strasbourg
- 1995: C'est ici que nous vivons: Ilya Kabakov, production Centre Pompidou
- 1995: Jean-Michel Sanejouand, production Centre Pompidou
- 1997: L'art en parade, reportage sur la parade d’enfants mise en scène par Philippe Decouflé pour le 20ème anniversaire du Centre Pompidou
- 1998: Culottes courtes et grandes galeries, production Centre Pompidou

- 2000: À la recherche du temps perdu, réalisation de la captation de la lecture organisée par Marianne Alphant de l'œuvre culte de Marcel Proust par 180 lecteurs et lectrices, tous hommes et femmes de lettre, lors de l'exposition Le Temps, Vite au Centre Pompidou. C'est en 2022 seulement que Philippe Puicouyoul achève de mettre cette captation d'une durée de 90 heures sur 180 fichiers numériques et qu'il la donne sous cette forme en archive à la Bibliothèque Kandinsky du Centre Pompidou.

- 2000: Les bons génies de la vie domestique, conception et réalisation des sept audiovisuels des "Period rooms" de l'exposition, Centre Pompidou

- 2001: Jean Nouvel et son exposition, production Centre Pompidou
- 2002: Flaubert, l'inassouvissable, réalisation du film de Pierre-Marc de Biasi pour le Centre Pompidou

- 2003: Philippe Starck, réalisation en collaboration avec le designer des onze points audiovisuels de l'exposition, Centre Pompidou

- 2005: Les Fontaines de Pol Bury, production Galerie Louis Carré & Cie
- 2005: Charlotte Perriand et les Arcs, production Centre Pompidou

- 2006: Yves Klein: Corps, couleur, immatériel, conception et réalisation des quatorze points audiovisuels de l'exposition. Centre Pompidou en 2006, puis Vienne en 2007

- 2009: Traits de Justice, réalisation pour la Bibliothèque publique d'information, Centre Pompidou
- 2010: Passages de Sarkis au Centre Pompidou, 7 films réalisés à l'occasion du passage de l'artiste Sarkis au Centre Pompidou
- 2011: Lumières et réflexions, documentaire sur l'artiste argentin Luis Tomasello, production Centre Pompidou
- 2014: Pierre Huyghe, production Centre Pompidou
- 2014: Frank Gehry, interview de l’architecte Frank Gehry projeté à l'entrée de l'exposition du Centre Pompidou
- 2014: Jeff Koons, interview de l’artiste américain Jeff Koons par Bernard Blistène, production Centre Pompidou
- 2014: Michel Ragon, interview du critique d'art français par Bernard Blistène, projeté dans l'exposition "Les Passeurs", Centre Pompidou
- 2014: Dessiner avec les yeux, un portrait de Michel Paysant, production Centre Pompidou
- 2016: Today we reboot the planet, film sur l’installation «Today we reboot the planet» de l’artiste argentin Adrián Villar Rojas, Centre Pompidou
- 2016: Voyant non voyant, en collaboration avec l’artiste Michel Paysant, production Eye Drawing Studio
- 2017: Hervé Fischer, interview de l’artiste plasticien Hervé Fischer par Sophie Duplaix, projeté dans son exposition au Centre Pompidou
- 2018: David Goldblatt, sur sept films projetés dans son exposition au Centre Pompidou, le photographe sud-africain explique son travail

## Publication
- 1999: Pop Fiction 1969-1999: 30 ans de rock'n'roll[5]
- 2022: Mémoires déguisées, ebook, 694 textes (essais, contes et poèmes,) 258 photographies originales ou illustrations venues d’ici ou d’ailleurs, 12 films vidéo. Une vie résumée, et parfois imaginée.